# ジャンヌ1世 (ブルゴーニュ女伯)
ジャンヌ1世（Jeanne Ire de Bourgogne, 1191年 - 1205年）は、ブルゴーニュ女伯（在位：1200年 - 1205年）。ブルゴーニュ伯オトン1世とマルグリット・ド・ブロワの長女。ドイツ名でヨハンナ・フォン・ホーエンシュタウフェン（Johanna von Hohenstaufen）とも呼ばれる。
1200年に父オトンがブザンソンで暗殺された後、男子がいなかったために幼くして伯位を継いだ。しかし1205年に自身も早世したため、妹ベアトリス2世が後を継いだ。